# Royal Ans Football Club
Maillots
Dernière mise à jour : 14 octobre 2014.
Le Royal Ans Football Club était un club de football belge, localisé dans la commune d'Ans, en région liégeoise. Ce cercle portait le matricule 617. Lors de la saison 2013-2014, il preste sa dernière saison en quatrième provinciale,
Le R. Ans FC a disputé 22 saisons en nationales entre 1942 et 1967.
En juin 2014, les dirigeants du matricule 617 jettent l'éponge et ne peuvent éviter la disparition de leur club. Une fusion officieuse réunit les forces vives du « matricule 617 » et celles du R. Racing Mongtegnée FC (matricule 77), mis en liquidation à la même époque pour former un nouveau club, le Racing Ans-Montegnée FC auquel l'URBSFA attribue le « matricule 9638 » et qui débute en P4.

## Repères historiques
- 1925 : Fondation de ANS FOOTBALL CLUB qui s'affilie à l'Union Belge[2].
- 1926 : 21/12/1926, ANS FOOTBALL CLUB se voit attribuer le matricule 617.

- 1942 : ANS FOOTBALL CLUB (617) accède aux séries nationales pour la première fois de son histoire. Cette première expérience dure neuf saisons.

- 1951 : ANS FOOTBALL CLUB (617) est reconnu « Société Royale » et adapte son nom en ROYAL ANS FOOTBALL CLUB (617).

- 2014 : Englué dans les problèmes financiers, ROYAL ANS FOOTBALL CLUB (617) arrête ses activités. Le matricule 617 est radié.

## Histoire
En  1920 est fondé à Ans une Association Amicale "Forwards Club"  qui s'affilie à la Ligue Wallonne. En 1925 elle change de nom en Ans FC . (in : "Le Peuple" du 10 décembre 1948, page 8).
Le Ans Football Club est fondé en 1925, et s'affilie dans la foulée à l'Union Belge, qui lui attribue le matricule 617 Le club débute dans les séries régionales liégeoises, et rejoint la Promotion, alors troisième et dernier niveau national, en 1942. Le club dispute neuf saisons à ce niveau. Il termine dernier lors de la saison 1951-1952, et est relégué vers les séries provinciales.
Il remonte un an plus tard en Promotion, devenu le quatrième niveau national la saison précédente. Il dispute à nouveau neuf saisons d'affilée en nationales, terminant régulièrement dans le haut du classement, dont une fois vice-champion en 1955. Rétrogradé en 1962, le RFC Ans remporte pour la troisième fois le championnat provincial liégeois directement, et revient en Promotion après un an d'absence. Il se bat pour son maintien pendant quatre saisons, mais ne peut éviter une quatrième relégation vers les séries provinciales en 1967.
Depuis lors, le club n'est plus jamais remonté en nationales. Au fil des décennies, il a chuté progressivement dans les séries provinciales, et joue en 2011-2012 en quatrième provinciale, le plus bas niveau du football belge.
Bien qu'évoluant au plus bas de la hiérarchie nationale, le club est soutenu par plusieurs centaines de supporters, ainsi que par la commune d'Ans, qui voit en lui un outil d'intégration sociale. C'est ainsi qu'en juin 2011, l'administration communale efface plusieurs milliers d'euros de dettes du club ansois, lui permettant de repartir sur de meilleures bases. Un an plus tard, le club parvient à remonter en troisième provinciale.

## Résultats dans les divisions nationales
Statistiques clôturées en octobre 2014 - club disparu

### Bilan
| Niv | Divisions     | Jouées | Titres | TM Up | TM Down |
| --- | ------------- | ------ | ------ | ----- | ------- |
| I   | 1re nationale | 0      | 0      |       |         |
| II  | 2e nationale  | 0      | 0      |       |         |
| III | 3e nationale  | 9      | 0      |       |         |
| IV  | 4e nationale  | 13     | 0      |       |         |
| V   | 5e nationale  | 0      | 0      |       |         |
|     |               |        |        |       |         |
|     | TOTAUX        | 22     | 0      | 0     | 0       |

- TM Up : test-match pour départager des égalités, ou toutes formes de Barrages ou de Tour final pour une montée éventuelle.
- TM Down : test-match pour départager des égalités, ou toutes formes de Barrages ou de Tour final pour le maintien.

### Classements saison par saison
| Ordre               | Saison  | Nom du club | Niveau                 | Classement final | Remarques     |
| ------------------- | ------- | ----------- | ---------------------- | ---------------- | ------------- |
| 1                   | 1942-43 | Ans FC      | Promotion (D3) série A | 13e/16           |               |
| 2                   | 1943-44 | Ans FC      | Promotion (D3) série D | 6e/16            |               |
| 3                   | 1945-46 | Ans FC      | Promotion (D3) série D | 5e/16            |               |
| 4                   | 1946-47 | Ans FC      | Promotion (D3) série C | 8e/16            |               |
| 5                   | 1947-48 | Ans FC      | Promotion (D3) série B | 4e/16            |               |
| 6                   | 1948-49 | Ans FC      | Promotion (D3) série C | 5e/16            |               |
| 7                   | 1949-50 | Ans FC      | Promotion (D3) série D | 13e/16           |               |
| 8                   | 1950-51 | Ans FC      | Promotion (D3) série C | 9e/16            |               |
| 9                   | 1951-52 | R Ans FC    | Promotion (D3) série C | 16e/16           | Relégué       |
| séries provinciales |         |             |                        |                  |               |
| 10                  | 1953-54 | R Ans FC    | Promotion série A      | 6e/16            |               |
| 11                  | 1954-55 | R Ans FC    | Promotion série D      | 2e/16            | [ saisons 2 ] |
| 12                  | 1955-56 | R Ans FC    | Promotion série D      | 3e/16            |               |
| 13                  | 1956-57 | R Ans FC    | Promotion série A      | 10e/16           |               |
| 14                  | 1957-58 | R Ans FC    | Promotion série D      | 12e/16           |               |
| 15                  | 1958-59 | R Ans FC    | Promotion série D      | 4e/16            |               |
| 16                  | 1959-60 | R Ans FC    | Promotion série B      | 5e/16            |               |
| 17                  | 1960-61 | R Ans FC    | Promotion série C      | 6e/16            |               |
| 18                  | 1961-62 | R Ans FC    | Promotion série D      | 15e/16           | Relégué       |
| séries provinciales |         |             |                        |                  |               |
| 19                  | 1963-64 | R Ans FC    | Promotion série D      | 12e/16           |               |
| 20                  | 1964-65 | R Ans FC    | Promotion série A      | 10e/16           |               |
| 21                  | 1965-66 | R Ans FC    | Promotion série B      | 10e/16           |               |
| 22                  | 1966-67 | R Ans FC    | Promotion série A      | 15e/16           | Relégué       |
| séries provinciales |         |             |                        |                  |               |